# Cymatopus cheesmani
Cymatopus cheesmani är en tvåvingeart som först beskrevs av Octave Parent 1934.  Cymatopus cheesmani ingår i släktet Cymatopus och familjen styltflugor. Inga underarter finns listade i Catalogue of Life.